# Zidane y va marquer
Singles de Sébastien Cauet
T'es radio star
(2005)
Zidane y va marquer est une chanson de Sébastien Cauet diffusée en radio dès mai 2006.
Parodie du titre Madan issu de l'album Moffou (2002) de Salif Keita et Martin Solveig, la chanson évoque les différents joueurs de l'équipe de France de football engagés lors du mondial 2006, et notamment Zinédine Zidane.

## Historique
Dès mai 2006, la chanson apparaît dans l'émission radio matinale de Cauet. Le ton est humoristique et désigne Zidane comme un sauveur providentiel. Il est question aussi de la non-sélection de Jérôme Rothen ou Nicolas Anelka, de la sélection surprise de Pascal Chimbonda. Dans la version originale, Zidane est blessé laissant la place à Claude Makélélé mais, à la suite du match France-Chine, ce sera finalement Djibril Cissé qui sera blessé.
Puis le phénomène prend de l'ampleur tout au long du mondial. La chanson est scandée dans les rues lors des victoires des Bleus. Cauet décide donc d'enregistrer le titre sur un single, paru sous le label d'Universal Music. Le refrain accompagne alors les jingles publicitaires de TF1 avant les matchs. Le titre subit quelques modifications dans le texte pour devenir commercialisable, notamment pour ne pas citer la marque PSP.
Le clip est prêt seulement quelques jours avant la finale : Conçu comme pour le karaoké, on y voit toute l'équipe de l'animateur chantant à tue tête dans la rue. Même si la finale est perdue, Zidane avec son coup de tête contre Marco Materazzi et son expulsion relance la chanson. Le titre est en tête des ventes de singles en France pendant l'été (62 000 ventes en 15 jours). 
C'est la deuxième fois qu'une parodie parvient au sommet du Top 50, quinze ans après La Zoubida de Vincent Lagaf' qui parodiait la chanson Sur le pont de Nantes.

## Reprises
Le jour même de la finale, le groupe La Plage reprend aussitôt le titre pour évoquer l'agression de Zidane : la chanson « Coup de boule »  composée en quelques heures et diffusée rapidement sur internet ; elle devient elle aussi un tube de l'été en entrant directement à la deuxième place des ventes de singles.
En 2007 les Enfoirés ont interprété un medley de tubes de l'été comprenant entre autres Zidane y va marquer interprété par Jean-Baptiste Maunier et Pierre Palmade.
À l'occasion de la coupe du monde de rugby en 2007, Cauet adapte la chanson et chante Chabal va les manger! en adoptant à peu près les mêmes paroles.

## Joueurs référencés
par ordre d'apparition
- Zinédine Zidane
- Vikash Dhorasoo
- Sylvain Wiltord
- Claude Makélélé
- William Gallas
- Florent Malouda
- Grégory Coupet
- Patrick Vieira
- Jérôme Rothen
- Pascal Chimbonda
- Franck Ribéry
- Nicolas Anelka
- Djibril Cissé
- Thierry Henry